# Курт Кляйнрат
Курт Кляйнрат (нім. Kurt Kleinrath; 14 червня 1899, Ганновер — 29 червня 1968, Берлін) — німецький військово-повітряний діяч, генерал-лейтенант люфтваффе.

## Біографія
Під час Першої світової війни 29 листопада 1916 року вступив добровольцем в 46-й польовий артилерійський полк. З березня 1917 року воював в 17-му піхотному гарматному полку, 9 жовтня 1917 року важко поранений. У липні-вересні 1918 року навчався в артилерійському училищі в Беверлоо. Потім служив в артилерії.
15 травня 1920 року демобілізований, але 1 листопада 1923 року знову прийнятий на службу в рейхсвер. Закінчив офіцерські курси в артилерійському училищі в Ютербозі (1924), а з жовтня 1924 по травень 1925 року пройшов секретні льотні курси. З 1 квітня по 30 листопада 1928 року проходив підготовку на секретних курсах льотчиків-спостерігачів в СРСР (в цей час він офіційно значився у відставці). З 1 грудня 1928 року — радник з авіації в штабі 1-го кавалерійського полку. 1 листопада 1929 року переведений в 2-й артилерійський полк, з 1 серпня 1930 року — ад'ютант 2-го дивізіону. З 1 червня 1933 року — радник для особливих доручень при штабі 1-ї кавалерійської дивізії. 1 грудня 1933 року переведений в люфтваффе. У 1935-36 роках виконував обов'язки дипломатичного кур'єра МЗС між Берліном і Токіо. З 1 березня 1936 року — начальник навчального штабу розвідувальної авіації в Ютербозі, з 1 жовтня 1936 року — командир 3-ї групи 2-ї навчальної ескадри.
З 1 квітня 1939 року — начальник оперативного відділу штабу командувача армійською авіацією, з 30 вересня 1939 року — начальник штабу 2-ї авіаційної області (з 18 травня 1940 по 15 січня 1941 року — авіаційної області «Голландія»). 1 жовтня 1941 року призначений начальником 6-го відділу (озброєння) Генштабу люфтваффе. З 1 липня 1944 року виконував обов'язки командира 2-го авіакорпусу. З 1 вересня 1944 року — командир 1-ї навчальної авіадивізії. 9 грудня 1944 року призначений офіцером для особливих доручень при ОКЛ, а 12 квітня 1945 року — знову командиром 1-ї навчальної авіадивізії. 3 травня 1945 року взятий в полон американськими військами. 30 жовтня 1947 року звільнений.

## Звання
- Фанен-юнкер-єфрейтор (11 червня 1917)
- Фанен-юнкер-унтерофіцер (13 червня 1917)
- Фенріх (13 червня 1918)
- Лейтенант (17 липня 1918)
- Оберлейтенант (1 листопада 1922)
- Гауптман (1 жовтня 1933)
- Майор (1 серпня 1936)
- Оберстлейтенант (1 квітня 1939)
- Оберст (1 червня 1941)
- Генерал-майор (1 березня 1943)
- Генерал-лейтенант (1 липня 1944)

## Нагороди
- Залізний хрест 2-го класу (3 листопада 1917)
- Нагрудний знак «За поранення» в чорному (20 серпня 1918)
- Військовий Хрест Фрідріха-Августа (Ольденбург)
  - 2-го класу (8 листопада 1918)
  - 1-го класу (1 грудня 1918)
- Почесний хрест ветерана війни з мечами (1934)
- Медаль «За вислугу років у Вермахті» 4-го, 3-го і 2-го класу (18 років; 2 жовтня 1936) — отримав 3 нагороди одночасно.
- Застібка до Залізного хреста 2-го класу
- Залізний хрест 1-го класу (1 жовтня 1941)
- Орден Хреста Свободи 1-го класу з мечами (Фінляндія; 24 жовтня 1943)